# UAA
UAA Inc.，全称为 United Artist Agency（简称：UAA）是韩国的一家经纪公司，成立于2012年6月。公司成立初期注册名为 UAA Korea Co.(韓語：유에이에이코리아)。

## 发展历史
UAA 是由电影投资制作公司United Pictures 和律师事务所 The Firm 代表郑哲承律师（韓語：정철승）于2012年6月18日在韩国成立的经纪公司。2012年11月，宋慧乔与UAA签订管理合约，成为旗下首名艺人。同时期，UAA与香港电影制片人张家振在北京创立的ATN大国丰臣和总部位于法国巴黎的欧洲经纪公司 EFFIGIES 签署业务合约，积极推动宋慧乔的海外活动。之后签约的艺人姜栋元和刘亚仁也与北京大国丰臣和法国 EFFIGIES 延续着合作。
2014年12月，UAA 与电影投资制作公司 United Pictures 合并。2015年1月，新加坡上市公司Spackman娱乐集团 (简称：SEGL）通过香港子公司 SEG HK 收购 UAA Korea 51.36% 股权。根据韩国企业信息登记，UAA Korea 于2016年1月更名为 United Pictures (简称：UP)，UP 负责影视制作与发行；UAA & Co. 负责经纪业务。2016年9月，SEGL 完成公司重组，通过股票回购将 UAA Korea 的股权出售给集团前执行董事和首席执行官李泰宪。
2016年3月28日，UAA & Co Inc.成立，并出现在 SEGL 2016年年度报表中，成为其在香港的关联公司 Spackman Media Group Limited (简称：SMGL) 的子公司之一。截至2019年11月，SMGL 拥有 UAA 76.75%的股权，是 UAA 的大股东。
2020年12月9日，宋慧乔经纪人朴贤正创立 UAA Inc Co., Ltd，持股61%，旗下艺人保持不变。2021年10月，朴炯植与UAA工作人员一起成立新的经纪公司 P&Studio，与成愉頻一起转会到 P&Studio。同时，UAA 也与 P&Studio 签订战略合作协议并持有该公司部分股权。

## 企业名称变更历史
- 2012年6月18日，UAA Korea Co., Ltd. (韓語：유에이에이코리아)[1]
- 2016年3月28日，UAA & Co Inc. (韓語：유에이에이앤코) 成立[14][8]
- 2020年12月9日，UAA Inc Co., Ltd. (韓語：유에이에이아이엔씨) 成立[12]

## 旗下艺人
- 宋慧乔（2012年11月至今）[2]
- 刘亚仁（2014年1月至今）[5]
- 安恩真（2021年8月至今）
- 金大明（2021年12月至今）
- 金多美（2022年8月至今）
- 張基龍（2025年2月至今）[15]
- 柳俊烈（2025年6月至今）

## 过往艺人
- 姜栋元（2013年4月-2016年1月）[4]
- 朴炯植（2017年4月-2021年10月）[16][13]
- 成愉頻（2019年2月-2021年10月）[13]

## 影视制作

### 电视剧
- 2021年：SBS《現正分手中》